# Hyphydrus bigamus
Hyphydrus bigamus är en skalbaggsart som beskrevs av Guignot 1956. Hyphydrus bigamus ingår i släktet Hyphydrus och familjen dykare. Inga underarter finns listade i Catalogue of Life.